# Croatia Airlines
Croatia Airlines (Codi IATA: OU - Codi OACI: CTN - Callsign: Croatia) és l'aerolínia nacional de Croàcia. El seu centre d'operacions està situat a l'aeroport de Zagreb, a Croàcia. L'empresa croata, fundada el 20 de juliol de 1989, és un dels membres regionals de la Star Alliance, sent afavorida per Lufthansa.